# Мэтисон, Ханс
Ханс Мэ́тисон (англ. Hans Matheson; род. 7 августа 1975 года) — британский актёр.

## Биография
Ханс Мэтисон родился в городе Сторновей, на острове Льюис в Шотландии. Вскоре после его рождения семья переехала в Кентербери, графство Кент, Великобритания.
По настоянию матери Мэтисон поступил в школу драматического искусства Avondale Hall в Клэпхеме. Он участвовал в прослушивании для телесериала Йеза Баттеруорта под названием «Рождество», что привело его к роли в «Моджо» на сцене Королевского Театра и позже к роли в фильме под тем же названием. Затем последовали роли в телесериалах «Брамвелл» (1996) и «Уиклифф» (1994), а потом и роли в фильмах «Фокусы Стеллы» (1996), «Крезанутые» (1998) и «Подстава» (1999).

## Избранная фильмография
| Год       |    | Русское название                | Оригинальное название        | Роль                               |
| --------- | -- | ------------------------------- | ---------------------------- | ---------------------------------- |
| 1984      | с  | Чисто английское убийство       | The Bill                     | Ли                                 |
| 1994      | с  | Уиклифф                         | Wycliffe                     | Гари Крид                          |
| 1996      | с  | Брамвелл                        | Bramwell                     | Фредерик Хэкетт (1 эпизод)         |
| 1996      | тф | Рождество                       | Christmas                    | Мэнни                              |
| 1996      | ф  | Полдарк                         | Poldark                      | Бен Картер                         |
| 1996      | ф  | Стелла плетёт интриги           | Stella Does Tricks           | Эдди                               |
| 1997      | ф  | Будущее длится долго            | The Future Lasts a Long Time | Джимми Долен                       |
| 1997      | ф  | Моджо                           | Mojo                         | Серебряный Джонни                  |
| 1998      | ф  | Отверженные                     | Les misérables               | Мариус                             |
| 1998      | ф  | Крезанутые                      | Still Crazy                  | Люк Шэнд                           |
| 1998      | ф  | Истории подземки                | Tube Tales                   | Майкл                              |
| 1999      | ф  | Подстава                        | Bodywork                     | Вирджил Гаппи                      |
| 2000      | ф  | Закон противоположностей        | Canone inverso               | Джено Варга                        |
| 2001      | с  | Туманы Авалона                  | The Mists of Avalon          | Мордред                            |
| 2002      | ф  | Я — Дина                        | I Am Dina                    | Томас                              |
| 2002      | ф  | На страже смерти                | Deathwatch                   | Джек Хокстоун                      |
| 2002      | с  | Доктор Живаго                   | Doctor Zhivago               | Юрий Живаго                        |
| 2004      | ф  | Приятное оцепенение             | Comfortably Numb             | Джейк                              |
| 2004      | ф  | Римская империя: Нерон          | Imperium: Nerone             | Нерон                              |
| 2005      | с  | Королева-девственница           | The Virgin Queen             | Роберт Деверё, 2-й граф Эссекс     |
| 2006      | ф  | Полусвет                        | Half Light                   | Ангус Маккаллах/Патрик             |
| 2007—2009 | с  | Тюдоры                          | The Tudors                   | Томас Кранмер                      |
| 2008      | ф  | Кровавая графиня — Батори       | Bathory                      | Меризи Караваджо                   |
| 2008      | с  | Тэсс из рода д’Эрбервиллей      | Tess of the D'Urbervilles    | Алек д’Эрбервилль                  |
| 2009      | ф  | Шерлок Холмс                    | Sherlock Holmes              | министр внутренних дел лорд Говард |
| 2010      | ф  | Битва Титанов                   | Clash of the Titans          | Иксий                              |
| 2013      | ф  | Рождественская свеча            | The Christmas Candle         | Дэвид Ричмонд                      |
| 2014      | ф  | 300 спартанцев: Расцвет империи | 300: Rise of an Empire       | Эсхил                              |
| 2016      | с  | Иерихон                         | Jericho                      | Джонни Джексон                     |